# Meike Freitag
Meike Freitag (n. 7 februarie 1979, Frankfurt am Main, RFG) este o înotătoare germană, medaliată olimpică. A participat la 3 ediții ale Jocurilor Olimpice (1996, 2000, 2008) în care a câștigat o medalie de argint și două medalii de bronz.